# British International Studies Association
Die British International Studies Association (kurz BISA) ist eine akademische Vereinigung zur Förderung internationaler Studien in Großbritannien und darüber hinaus. Sie unterhält zu diesem Zweck eine Vielzahl von Arbeitsgruppen (Working Groups). Ihr Vorsitzender ist (Stand 2023) Kyle Grayson von der Newcastle University.
BISA ist Mitglied der britischen Academy of Social Sciences und finanziert sich vollständig selbst. Die durchschnittlichen Einnahmen der Jahre 2015 bis 2019 lagen bei 337.000 £.

## Geschichte
BISA entstand 1975 aus dem British Coordinating Committee on International Studies (BCCIS), der International Studies Conference (ISC) und den Bailey Conferences. Ihre Gründung war 1973 von der BCCIS vorgeschlagen worden. Im Januar 1974 wurde auf der 14. Bailey Conference on International Studies eine vorläufige Satzung erstellt und ein Gründungskomitee eingesetzt. Dieses erarbeitete als Zielsetzung, “that BISA should serve the needs, and reflect the interests, of those engaged in research and teaching of international studies at advanced levels” (BISA, deutsch: „dass BISA die Bedarfe und Interessen derjenigen wahrnehmen soll, die in Forschung und Lehre von internationalen Studien auf fortgeschrittenem Niveau arbeiten“).
Die BISA Gründungskonferenz wurde „The New Dimensions of Foreign Policy“ genannt, und mit der ersten Jahreshauptversammlung vom 2. bis 4. Januar 1975 im Lincoln College, Oxford war BISA formal gegründet. Im selben Jahr wurde ihre Fachzeitschrift Review of International Studies, zunächst bis 1979 noch „British Journal of International Studies“ genannt, ins Leben gerufen.

## Veranstaltungen und Publikationen
BISA veranstaltet seit 1975 jährliche Fachkonferenzen und gibt die Fachzeitschriften Review of International Studies (seit 1975, zunächst unter dem Titel „British Journal of International Studies“) und „European Journal of International Security“ (seit 2016) heraus. Weiter gibt sie gemeinsam mit Cambridge University Press die Buchserie „Cambridge Studies in International Relations“ mit (Stand 2020) über 150 Titeln heraus.

## Jährliche Preise
BISA vergibt jährlich die folgenden Preise:
- Distinguished Contribution Prize
- Susan Strange Best Book Prize, benannt nach Susan Strange[8]
- L.H.M. Ling Outstanding First Book Prize
- Michael Nicholson Thesis Prize
- Best Article in the Review of International Studies Prize
- Award for Distinguished Excellence in Teaching International Studies
- Award for Early Career Excellence in Teaching International Studies
- Award for Postgraduate Excellence in Teaching International Studies

## Frühere BISA-Vorsitzende
- Ruth Blakeley (University of Sheffield) 2020–2022[16]
- Mark Webber (University of Birmingham) 2018– 2020
- Richard G. Whitman (University of Kent) 2017
- Nicola Phillips (University of Sheffield) 2015–2016
- Theo Farrell (King’s College London) 2013–2014
- Inderjeet Parmar (University of Manchester) 2011–2012
- Stuart Croft (University of Warwick) 2009–2010
- Colin McInnes (Aberystwyth University) 2007–2008
- Caroline Kennedy-Pipe (University of Hull) 2005–2006
- Paul Rogers (University of Bradford) 2003–2004
- Richard Little (University of Bristol) 2001–2002
- Christopher Hill (University of Cambridge) 1999–2000
- Chris Brown (London School of Economics) 1997–1998
- Ken Booth (Aberystwyth University) 1995–1996
- Trevor Taylor (Cranfield University) 1993–1994
- John Groom (University of Kent) 1991–1992
- Barry Buzan (London School of Economics) 1988–1990
- John Edward Spence (King’s College London) 1986–1987
- Peter Nailor (Lancaster University) 1984–1985
- Alan James (Keele University) 1980–1983
- David Wightman (University of Birmingham) 1977–1979
- Philip Reynolds (Lancaster University) 1976
- Alastair Buchan (University of Oxford) 1974–1975.